# Nosatka meksykańska
Nosatka meksykańska (Rhinophrynus dorsalis) – gatunek płaza bezogonowego z rodziny nosatkowatych (Rhinophrynidae), której jest jedynym przedstawicielem. Płazy tego gatunku zamieszkują południowy Teksas, Meksyk, Gwatemalę, Honduras, Salwador, Nikaraguę i Kostarykę. W przeszłości gatunek zamieszkiwał również obszary rozciągające się do Kanady, jednak wymarł na nich w epoce oligocenu.